# Povodió
Povodió (en rus: Поводьё) és un poble de l'óblast de Nóvgorod, a Rússia, segons el cens del 2010 tenia 6 habitants.